# Sedgley OSS .38
Sedgley OSS .38是一把於二次世界大戰時由Stanley M. Height所設計在太平洋戰場上用來執行祕密或暗殺任務的袖珍型單發手槍。

## 簡介
Sedgley OSS .38為一把安裝在牛皮手套上使用.38特殊彈（.38 Special）的中折式滑膛槍，此槍的板機平行且長於槍管，在上膛後此槍可由使用者按下板機或向目標揮拳來擊發子彈。

## 來源
1. ↑  .   [2014-08-22]. （原始内容存档于2015-02-25）.
2. ↑  McCollum, Ian. . YouTube. Forgotten Weapons. June 15, 2014  [June 18, 2014]. （原始内容存档于2014-06-21）.